# Ninón Sevilla
Ninón Sevilla, pseudonimo di Emelia Pérez Castellanos (L'Avana, 10 novembre 1929 – Città del Messico, 1º gennaio 2015), è stata un'attrice e ballerina messicana di origine cubana.
Fu una delle protagoniste del fortunato filone del cosiddetto cine de rumberas, un sottogenere musicale caratterizzato dalla presenza di ballerine di rumba e di ritmi musicali caraibici (rumberas), molto in voga tra gli anni '40 e gli anni '50, per altro definiti anche gli anni d'oro del cinema messicano.

## Biografia
Nata nel 1929 (ma alcune fonti riportano come anno di nascita corretto il 1921) a L'Avana, crebbe nel quartiere centrale della capitale cubana. Allevata da una nonna fervente cattolica, frequentò un collegio di suore dove sentì la vocazione religiosa che portò ad immaginare un futuro da monaca missionaria. Ma dopo aver scoperto il suo talento per la danza coltivò questa passione al punto da cominciare ad esibirsi in pubblico. Fu allora necessario adottare un nome d'arte, per il quale prese spunto dalla scrittrice e cortigiana francese del seicento Ninon de Lenclos.
Arrivò in Messico in quanto parte di uno spettacolo che aveva come protagonista la cantante argentina Libertad Lamarque. Il suo numero ebbe un tale successo da farle avere immediatamente delle scritture a Città del Messico. Dopo averla visto al Teatro Lirico, il produttore Pedro Arturo Calderón le offrì un contratto cinematografico. Il suo debutto sul grande schermo fu con una parte secondaria in Carita de Cielo del 1946 ma in breve, nel giro di pochi film, divenne una star legata alle Producciones Calderón.
Caratterizzata sin dagli inizi per l'eccentricità delle sue acconciature e dei suoi abiti, grazie al regista Alberto Gout che ne esaltò la bellezza e la sensualità, divenne una delle figure erotiche di spicco del cinema messicano, con film come Aventurera del 1949 e Sensualidad del 1951. Fu poi diretta anche da Emilio Fernández in Víttime del peccato (1951) e da altri registi di primo piano dell'epoca.
In veste di rumbera, Ninón Sevilla ha internazionalizzato questa figura più di ogni altra, incarnando perfettamente l'archetipo della "donna caduta" che si riscatta attraverso la danza. Allestì in prima persona molte coreografie dei suoi film e fu la prima a introdurre i rituali della santeria nella trama dei film.
Nei primi anni '50 era un sex symbol il cui successo investì tutta l'America latina compreso il Brasile.
Con la crisi del cinema messicano anche la stella di Ninón Sevilla si eclissò, per tornare a splendere nel 1981 quando per la sua interpretazione in Noche de Carnaval vinse il Premio Ariel come miglior attrice in un film di produzione messicana, conferito dall'Academia Mexicana de Artes y Ciencias Cinematográficas.
Dal 1964 recitò anche in televisione, partendo con piccoli ruoli. Dopo il ritorno di popolarità avuto negli anni '80 ebbe più spazio e ruoli più importanti, come quello a fianco di Verónica Castro in Rosa selvaggia del 1987.
Per quanto riguarda la vita privata, Ninón Sevilla è stata legata al produttore Pedro Calderón, i cui tradimenti decretarono la fine di un legame turbolento. Successivamente sposò il dottor José Gil, che morì pochi anni dopo il matrimonio in un incidente d'auto negli Stati Uniti. Da un seguente legame ebbe poi il suo unico figlio, Genaro Rodriguez, musicista e vero grande amore della sua vita.

## Filmografia

### Cinema
- Carita de Cielo, regia di Alberto Gout (1946)
- Pecadora, regia di José Díaz Morales (1947)
- La feria de Jalisco, regia di Chano Urueta (1948)
- Señora Tentación, regia di José Díaz Morales (1948)
- Revancha, regia di Alberto Gout (1949)
- Coqueta, regia di Fernando A. Rivero (1949)
- Perdida, regia di Fernando A. Rivero (1950)
- Aventurera, regia di Alberto Gout (1950)
- Vittime del peccato (Victimas del Pecado), regia di Emilio Fernández (1951)
- Sensualidad, regia di Alberto Gout (1951)
- No niego mi pasado, regia di Alberto Gout (1951)
- La danzatrice del Messico (Mujeres sacrificadas), regia di Alberto Gout (1952)
- Aventura en Río, regia di Alberto Gout (1953)
- Llévame en tus brazos, regia di Julio Bracho (1953)
- Mulata, regia di Gilberto Martínez Solares (1954)
- Amor y pecado, regia di Alfredo B. Crevenna (1955)
- Club de señoritas, regia di Gilberto Martínez Solares (1955)
- Yambaó, regia di Alfredo B. Crevenna (1957)
- Maratón de baile, regia di René Cardona (1958)
- Zarzuela 1900, regia di Juan de Orduña (1959)
- Mujeres de fuego, regia di Tito Davison e Oswaldo Louzada (1959)
- Noche de carnaval, regia di Mario Hernández (1981)
- Las noches del Blanquita, regia di Mario Hernández (1981)
- Viva el chubasco, regia di Mario Hernández (1984)
- El cabaretero y sus golfas, regia di Raúl Ramírez (1985)
- Hoy como ayer, regia di Constante Diego e Sergio Véjar (1987)
- Rumbera, caliente, regia di Alfredo B. Crevenna (1989)
- Jóvenes delincuentes, regia di Mario Hernández (1991)

### Televisione
- Juicio de almas – serie TV (1964)
- Tú eres mi destino – serie TV, 3 episodi (1984)
- Rosa selvaggia (Rosa salvaje) – serie TV, 11 episodi (1987-88)
- Cuando llega el amor – serie TV (1990)
- Yo no creo en los hombres – serie TV, 1 episodio (1991)
- Las secretas intenciones – serie TV, 1 episodio (1992)
- María la del barrio – serie TV, 52 episodi (1995-96)
- La usurpadora – serie TV, 100 episodi (1998)
- Rosalinda – serie TV, 7 episodi (1999)
- Tres mujeres – serie TV, 1 episodio (1999)
- El precio de tu amor – serie TV, 95 episodi (2000-01)
- Entre el amor y el odio – serie TV, 123 episodi (2002)
- Amarte es mi pecado – serie TV, 16 episodi (2004)
- Central de abasto – serie TV, 1 episodio (2008)
- Como dice el dicho – serie TV, 1 episodio (2012)
- Qué bonito amor – serie TV, 39 episodi (2012-13)

## Riconoscimenti
- 1981: Premio Ariel
- 2009: Diosa de Plata “Dolores del Río” [4]
- 2014: Riconoscimento dell'Academia Mexicana de Artes y Ciencias Cinematográficas per la carriera e l'influenza nel cinema messicano[3]